# Dominanz (Ökologie)
Dominanz (lat. dominare (beherrschen)) bezeichnet in der Ökologie das Vorherrschen einer Art in einer Lebensgemeinschaft bezüglich ihrer dreidimensionalen Raumausnutzung. Die Dominanz einer Art entsteht durch die Ausprägung phänotypischer Merkmale. Bei ähnlichen Arten, wie z. B. den in Vietnam vorkommenden Geckos Cyrtodactylus phongnhakebangensis, Cyrtodactylus cryptus und Cyrtodactylus roesleri, die im selben Gebiet vorkommen, sind die Dominanzstrukturen noch nicht erforscht. Das heißt, es ist noch nicht geklärt, welche Echse sich wegen welcher phänotypischen Ausstattung in dem gemeinsamen Lebensraum besser durchsetzen kann.
In der Ethologie beschreibt Dominanz die Vorherrschaft einzelner Individuen.